# Gramática Breve da Academia Sueca
A Gramática Breve da Academia Sueca (em sueco: Svenska Akademiens språklära; SAS) é uma gramática descritiva e normativa da língua sueca, redigida por Tor Hultman e editada pela Academia Sueca em 2003.
É uma versão de menor formato - cerca de 10% - da Gramática da Academia Sueca - a gramática mais completa, sistemática e detalhada do sueco. Tem um maior pendor normativo, com um texto mais simples e resumido, e com recomendações sobre a norma cuidada da língua. 